# Carlo Franchi (giurista)
Carlo Franchi (L'Aquila, 1699 – Napoli, 30 dicembre 1769) è stato un giurista e mecenate italiano.

## Biografia
Nacque sul finire del XVII secolo da Giacinto Franchi e Anna Francesca Alferi, entrambi rampolli di due delle più influenti famiglie nobiliari dell'Aquila.
Sin da giovane si distinse per la sua eccellenza negli studi che completò al Collegio de' Cavalieri di Napoli. Ebbe poi modo di far valere le sue doti di erudito nella professione di avvocato che esercitò presso il foro napoletano per 35 anni, acquisendo numerosi attestati di stima, tra cui quello di papa Benedetto XIV. Alla metà del XVIII secolo, rimessosi da una lunga malattia, si trasferì a Roma, sostenendo peraltro annualmente la formazione di sei giovani della sua città natale, due ragazze e quattro ragazzi. Rientrato a Napoli, scrisse nel 1752 la Difesa per la fedelissima città dell'Aquila contro le pretensioni de' Castelli, Terre, e Villaggi, che componeano l'antico Contado Aquilano in cui ricostruisce, con minuziosa analisi delle fonti, la storia dell'Aquila.
Alla morte, nel 1769, venne sepolto nella chiesa di Santa Maria di Montesanto a Napoli dove è un'epigrafe scritta in suo onore da Anton Ludovico Antinori.